# Pseudomma sarsi
Pseudomma sarsi is een aasgarnalensoort uit de familie van de Mysidae. De wetenschappelijke naam van de soort is voor het eerst geldig gepubliceerd in 1883 door Sars.